# Gobemouche du Marico
Melaenornis mariquensis
Espèce
Statut de conservation UICN

 LC  : Préoccupation mineure
Le Gobemouche du Marico (Melaenornis mariquensis, anciennement Bradornis mariquensis) est une espèce d’oiseaux de la famille des Muscicapidae.

## Description

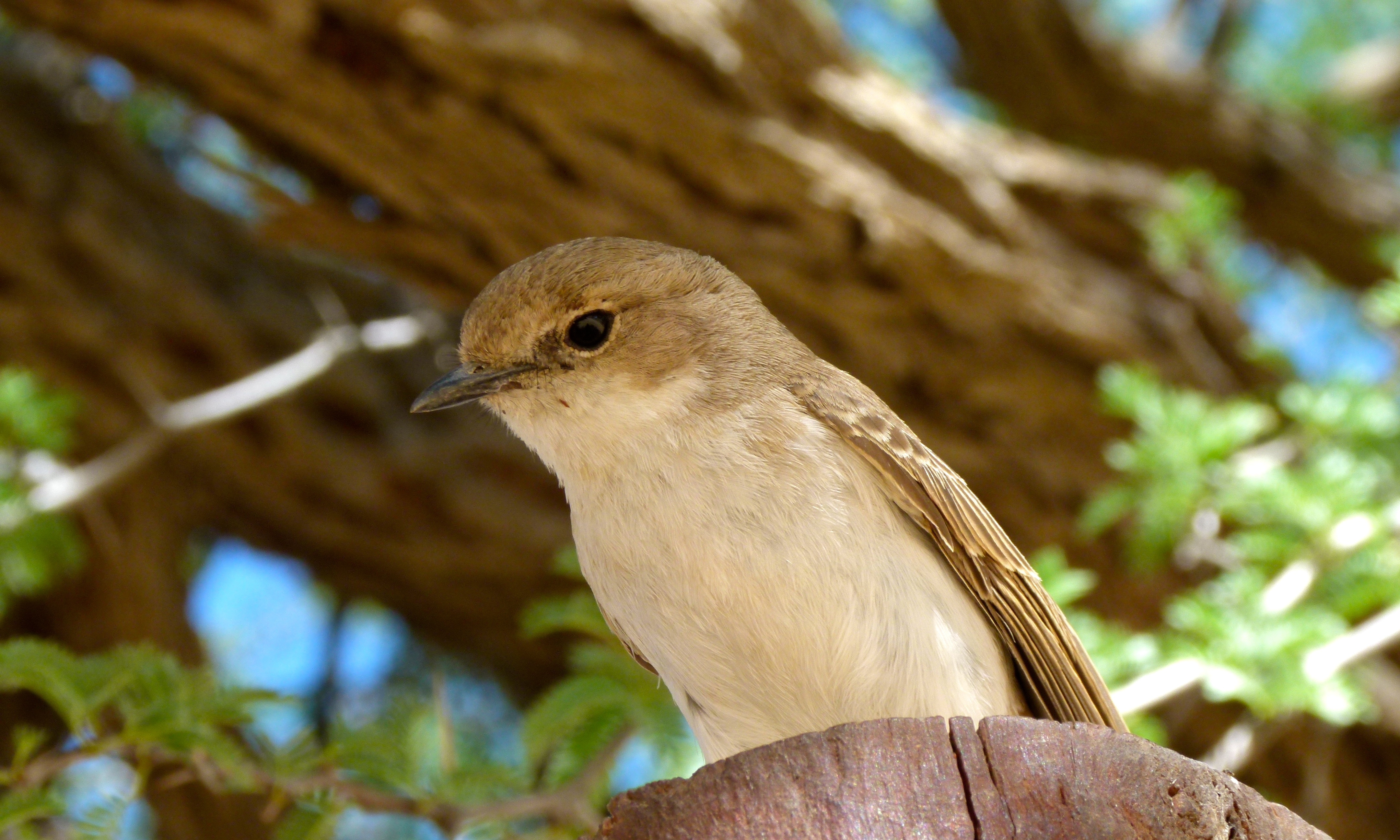
Gobemouche du Marico (Parc transfrontalier de Kgalagadi, Afrique du sud)

## Taxonomie
S'appuyant sur diverses études phylogéniques montrant que cette espèce appartient à un clade d'espèces proches, le Congrès ornithologique international (classification version 4.1, 2014) la transfère avec ces espèces dans genre Melaenornis.